# La’am
La’am – izraelska partia polityczna, stworzona w wyniku połączenia Wolnego Centrum (która była grupą rozłamowców, którzy opuścili Herut), Listy Państwowej i pozaparlamentarnego Ruchu na rzecz Wielkiego Izraela (który wspierał żydowskie osadnictwo na Zachodnim Brzegu i w Strefie Gazy).
Tuż przed wyborami 1973 roku, La’am połączył się z Gahalem i utworzył Likud. La’am pozostał osobną frakcją w wewnątrz Likudu przez kilka lat. Cechował się daleko posuniętym liberalizmem, przejawiającym się ostrym sprzeciwem wobec interwencji państwa w gospodarkę.